# Тревор Сінклер
Тревор Сінклер (англ. Trevor Sinclair, нар. 2 березня 1973, Дулвіч) — колишній англійський футболіст, крайній півзахисник.
Більшу частину кар'єри виступав у англійській Прем'єр-лізі і пішов з футболу 2008 року після 19 років професіональної кар'єри, після того, як покинув клуб Чемпіоншипу «Кардіфф Сіті». Крім цього зіграв 12 матчів за збірної Англії, ставши учасником чемпіонату світу 2002 року.

## Клубна кар'єра

### Ранні роки
Тревор Ллойд Сінклер народився в місті Дулвіч, який зараз є районом Лондона, проте виріс у Манчестері. Футболом Тревор почав займатися в школі футбольної майстерності при Футбольної Асоціації. А після її закінчення почав свою кар'єру у клубі «Блекпул».

### «Блекпул»
Сінклер почав свою кар'єру у «Блекпулі», де він грав з 1989 по 1993 роки. Тревор Сінклер дебютував у команді 19 серпня 1989 року у віці 16 років і 5 місяців, і побив рекорд Коліна Грінала, колишнього наймолодшого гравця «Блекпула» (пізніше цей рекорд перекриє Метті Кей у листопаді 2005 року). У «Блекпула» були складні часи: тренери часто змінювалися, команда скочувалася в турнірній таблиці Третього дивізіону, а в сезоні 1989/90 вилетіла до останнього професіонального дивізіону — Четвертого. По ходу наступного чемпіонату прийшов тренер Біллі Ейр, за якого команда змогла повернутися до Третього дивізіону. У перший сезон фінал плей-оф за підвищення у класі був програний по пенальті «Торкі» (клубу не вистачило одного очка для прямого виходу), а вже за рік, за аналогічних обставин (не дотягли до прямого виходу, відставши на одне очко від «Мансфілда» і «Ротергема») «Блекпул» все ж підвищився у класі. Фінал плей-оф на «Вемблі» проти «Сканторпа» закінчився переможною серією пенальті, У всіх цих матчах брав участь молодий вінгер Тревор Сінклер. Всього за рідний клуб зіграв 112 матчів і забив 15 голів.
Півзахисника помітили і вже наступного сезону з'явились пропозиції від багатших клубів. Першим захотів переманити до себе Тревора Пітер Рід, тодішній менеджер «Манчестер Сіті». Але спритнішими виявилися «Квінз Парк Рейнджерс».

### «Квінз Парк Рейнджерс»
1993 року за 600 тис. фунтів Сінклер перейшов до «Квінз Парк Рейнджерс». У серпні 1993 року «Лофтус Роуд» покинув ключовий гравець «КПР» — вінгер Енді Сінтон, який за 2,75 млн. фунтів пішов до «Шеффілд Венсдей» і Сінклер мав замінити зіркового гравця. Тодішній менеджер лондонців Джеррі Френсіс одразу довірився Тревору. Вже в другому матчі сезону, вдома проти «Ліверпуля», Сінклер вийшов на лівий фланг півзахисту, де раніше грав Енді Сінтон. 1 вересня Тревор забив свій перший м'яч — у ворота «Шеффілд Юнайтед». Загалом перший сезон у новій команді Сінклер провів відмінно — одразу став основним гравцем, забив 4 м'ячі — крім голу «Шеффілду» він забив у ворота «Норвіча», а в останньому матчі сезону зробив дубль в матчі з «Тоттенгем Готспур».
У сезоні 1994/95 Джеррі Френсіс покинув команду заради «Тоттенгема», а граючим менеджером КПР став Рей Вілкінс. На ролі Тревора в команді це не позначилося. Він знову забив чотири м'ячі в Прем'єр-Лізі. У середині сезону Тревор отримав пошкодження і його підміняв Майкл Мікер, але як тільки Сінклер відновився, Мікер знову сів на лавку.
Наступного сезону у команді настали важкі часи — пішов до «Ньюкасла» Лес Фердінанд, покинув клуб і основний захисник Клайв Вілсон. Все це не могло не позначитися на грі команди. До того ж придбання Рея Вілкінса виявилися досить слабкими і не принесли значного посилення команді. Команда трималася на парі нападників Кевін Галлен—Денні Дічіо, та на Сінклері. Вже тоді у Тревора була можливість покинути команду, але вінгер залишився в «КПР» і завоював у жовтні 1995 року нагороду гравець місяця англійської Прем'єр-ліги. Тим не менш він не зміг врятувати команду від вильоту з Прем'єр-ліги за підсумками сезону 1995/96.
Після цього з команди пішов Вілкінс. Замість нього призначили Стюарта Г'юстона, який не зміг з ходу повернути КПР до Прем'єр-ліги. Крім того, отримав травму Кевін Галлен, перестав забивати Денні Дічіо, новачки знову ж таки не підсилили команду. Але «Рейнджери» досить успішно виступали в кубку Англії, і в четвертому раунді потрапили на «Барнслі». Того сезону цей клуб вони здобув путівку до Прем'єр-ліги. Гра на «Лофтус Роуд» проходила з перемінним успіхом — у «КПР» відзначилися Спенсер і Гейвін Пікок, а «Барнслі» відповіли голом Ніла Редферна. І тут Тревор Сінклер відзначився одним з найкращих голів в історії турніру. На правому фланзі півзахисту «КПР» з м'ячем були Спенсер і Пікок, захист «Барнслі» не пропускал їх до штрафного майданчика. Спенсер навісив на прикритого захисником на лінії штрафного Сінклера. А Тревор, спиною до воріт, в падінні через себе завдав удар. М'яч дугою влетів у дев'ятку. У кінці чемпіонату гол Сінклера завоював нагороду «Гол сезону» за версією програми «Матч дня» на телеканалі BBC. Крім цього, у хіт-параді найкращих голів кубка Англії гол Тревора знаходиться на почесному другому місці.
Всього за п'ять років в «КПР» він зіграв 168 матчів і забив 16 голів.

### «Вест Гем Юнайтед»
У січні 1998 року Сінклер перейшов до «Вест Гем Юнайтед» за суму 2,7 мільйонів фунтів; 2,3 млн фунтів стерлінгів плюс гравці «Вест Гема» Ієн Дауї і Кіт Роуленд перейшли до «КПР» як частина угоди.
Дебютував у «Вест Гемі» Сінклер 31 січня 1998 року, проти «Евертона» (2:2), зробивши дубль. Сінклер одразу став основним гравцем і до кінця чемпіонату забив п'ять м'ячів і став одним з основних гравців у стані «молотобійців». Наступного сезону в команді з'явиться Паоло ді Каніо, який створив з Тревором хорошу зв'язку.
Повернувшись до «Вест Гема» після вдалого для нього чемпіонату світу 2002 року, Тревор одразу дав зрозуміти, що він має намір перейти до іншого клубу.[джерело?] Але при цьому він ще відіграв сезон, продовжуючи бути основним гравцем на полі. Але «Вест Гем» вилетів, вже при Гленні Редері. Пропозиції надійшли від «Сандерленда» та «Манчестер Сіті». У дитинстві Тревор вболівав саме за «Ман Сіті» (коли вчився в школі в Манчестері), тому обрав саме цей клуб.
Всього Тревор провів п'ять років на «Аптон Парку», зіграв 177 матчів у Прем'єр-лізі і забив 37 голів.

### «Манчестер Сіті»
Сінклер перейшов в «Манчестер Сіті» влітку 2003 року за 3,3 млн фунтів стерлінгів, і забив перший гол за «Сіті» на їхньому новому стадіоні «Сіті оф Манчестер» в матчі Кубка УЄФА, зігравши внічию з валлійським «Нью-Сейнтсом». 14 березня 2003 року відбулося чергове манчестерське дербі. Закінчилося воно сенсаційно — «Сіті» переміг 4:1. Третій м'яч забив Сінклер.
На початку своєї кар'єри в «Манчестер Сіті» Сінклер грав на лівому фланзі, на цій же позиції він грав за збірну Англії на чемпіонаті світу 2002. Тим не менш, ухід Шона Райт-Філліпса надав можливість для Сінклера грати на його улюбленому правому фланзі.
У листопаді 2004 року Тревор отримав травму, яка фактично і поставила крапку в його кар'єрі. Сінклер ще намагався вийти на колишній рівень, але марно. Він провів у Манчестері ще два неповних сезони і наприкінці сезону 2006/07 пішов з «Манчестер Сіті».

### «Кардіфф Сіті»
10 липня 2007 року Сінклер підписав контракт з віллійським клубом з другого англійського дивізіону «Кардіфф Сіті». Проте вийти на колишній рівень футболіст не зумів, забивши за неповний сезон два голи. При цьому свій останній гол він забив у ворота тієї команди, де починалася його кар'єра. Тревор гол не святкував з поваги до уболівальників «Блекпула». Після закінчення сезону «Кардіфф» не захотів продовжувати з ним контракт. Після цього Тревор намагався влаштуватися в «Блекпулі», інших командах, але жодній команді не підійшов і змушений був завершити ігрову кар'єру.

## Виступи за збірну
2001 року дебютував в офіційних матчах у складі національної збірної Англії. Грав він в основному в товариських матчах, але безпосередньо перед чемпіонатом світу 2002 в Японії та Південній Кореї він замінив в заявці травмованого Денні Мерфі. Перший матч зі шведами Тревор просидів на лавці, а потім, внаслідок ще однієї травми, замінив на лівому фланзі Оуена Гаргрівза в матчі з аргентинцями. Надалі на тому турнірі Тревор був уже основним гравцем. У плей-оф команда Свена-Йорана Ерікссона розібралася з данцями 3-0, а в чвертьфіналі вилетіла від бразильців. Сінклера називали в числі тих, хто зіграв непогано, але все ж після чемпіонату він ще недовго викликався до збірної.
Протягом кар'єри у національній команді, яка тривала три роки, провів у формі головної команди країни 12 матчів.

## Досягнення

### Командні
- Володар Кубка Інтертото:

«Вест Гем Юнайтед»: 1999

### Особисті
- Гравець місяця англійської Прем'єр-ліги: жовтень 1995